# Pailloles
Pailloles är en kommun i departementet Lot-et-Garonne i regionen Nouvelle-Aquitaine i sydvästra Frankrike. Kommunen ligger i kantonen Cancon som tillhör arrondissementet Villeneuve-sur-Lot. År 2022 hade Pailloles 314 invånare.

## Befolkningsutveckling
Antalet invånare i kommunen Pailloles
| Referens: INSEE |